# Javaugues
Javaugues é uma comuna francesa na região administrativa de Auvérnia-Ródano-Alpes, no departamento de Alto Loire. Estende-se por uma área de 6,9 km². Em 2010 a comuna tinha 191 habitantes (densidade: 27,7 hab./km²).